# گلوله‌های بزرگ آتش (فیلم)
گلوله‌های بزرگ آتش (انگلیسی: Great Balls of Fire!) فیلمی آمریکایی به کارگردانی جیم مک‌براید و با بازی دنیس کواید است. این فیلم که در سال ۱۹۸۹ اکران شد، زندگی‌نامه سرمدار سبک راکابیلی یعنی جری لی لوئیس را به تصویر می‌کشد.